# Cantone di Orgères-en-Beauce
Il Cantone di Orgères-en-Beauce era una divisione amministrativa dell'arrondissement di Châteaudun.
A seguito della riforma approvata con decreto del 24 febbraio 2014, che ha avuto attuazione dopo le elezioni dipartimentali del 2015, è stato soppresso.

## Composizione
Comprendeva i comuni di:
- Baigneaux
- Bazoches-en-Dunois
- Bazoches-les-Hautes
- Cormainville
- Courbehaye
- Dambron
- Fontenay-sur-Conie
- Guillonville
- Loigny-la-Bataille
- Lumeau
- Nottonville
- Orgères-en-Beauce
- Péronville
- Poupry
- Terminiers
- Tillay-le-Péneux
- Varize